# Champfleury (Aube)
Champfleury település Franciaországban, Aube megyében. Lakosainak száma 109 fő (2022. január 1.). Champfleury Herbisse, Plancy-l’Abbaye, Salon, Viâpres-le-Petit és Villiers-Herbisse községekkel határos.

## Népesség
A település népessége az elmúlt években az alábbi módon változott:
| Lakosok száma | 180  | 133  | 130  | 156  | 131  | 114  | 102  | 96   | 100  | 109  |
|               | 1968 | 1982 | 1990 | 2006 | 2013 | 2015 | 2017 | 2019 | 2020 | 2022 |